# Convento de San Francisco (Montblanch)
El convento de San Francisco de Montblanch fue ubicado fuera de las murallas de la ciudad de Montblanch a principios del siglo XII, junto al camino real, en la isla actual formada por las calles de la Muralla de Sant Francesc, Mayor, Manuel Ribé y Madre Vedruna. Del antiguo convento sólo queda la iglesia.

## Historia
Según la tradición San Francisco de Asís estuvo en Montblanch los años 1211 y 1214.
El convento se estableció en 1238 o un poco antes, ya que Berenguer de l'Aguda, el 21 de mayo de 1238, en su testamento, hace una donación para la obra de la iglesia. En 1253 vuelve a aparecer el convento en otro testamento. Y entre los años 1286 y 1287 la población de Montblanch estaba colaborando en su construcción.
La vida de la comunidad franciscana tuvo una continuidad de cerca de seis siglos y constituyó un foco cultural importante, especialmente durante los siglos XIV y XV, como lo puso de manifiesto que Jaime II enviara a sus hijos a educarse al convento de Montblanch. A finales del siglo XIV, el fraile poeta y teólogo Anselm Turmeda tomó los hábitos antes de salir hacia Túnez donde se convirtió al Islam, y en 1414 se celebraron las Cortes Catalanas que presidió el rey Fernando I de Aragón.
En el curso del siglo XVII fue construida la capilla anexa de estilo barroco, que aún hoy se conserva. Los diversos altares barrocos fueron destruidos posteriormente.
A partir del siglo XIX, el convento padeció varias destrucciones hasta la exclaustración de 1835 que quedó abandonado. Posteriormente fue utilizado para diversos usos con las consiguientes destrucciones, hasta el punto que desapareció el claustro del convento y sólo queda el templo convertido en fábrica de alcoholes. En 1981 la Generalidad de Cataluña inició los trabajos de recuperación de este monumento.

## Arquitectura

### Iglesia
Constaba la iglesia primitiva de una nave con cabecera plana y sin capillas, la cubierta es de madera a dos vertientes sostenida por arcos diafragmáticos. A partir de 1286-1287 fue ampliado, con una sola nave dividida en siete tramos, el último con una cabecera pentagonal y con bóveda de crucería, la cubierta de madera a dos aguas cargada por seis grandes arcos de diafragma apuntados, se construyeron seis capillas laterales abiertas entre los contrafuertes. La nave es muy amplia: 18 m de altura, 11,70 m de anchura y 43 m de longitud. En los laterales del presbiterio hay dos capillas pentagonales de tipo absidiola, con bóveda de crucería.
En el presbiterio, en los muros centrales del ábside y en la cabecera de las capillas laterales, la iluminación proviene de ajimeces alargadas. Las capillas laterales del lado del Evangelio también están iluminadas por ajimeces. Y a los pies de la nave, sobre la puerta, otra ajimez, esta de mejor factura y con dos maineles.
La fachada principal, a los pies de la nave, está rematada por una cornisa siguiendo la cubierta a dos vertientes, y está centrada por una portada situada en un cuerpo sobresalido, formada por cuatro arquivoltas apuntadas protegidas por un guardapolvo, las cuales están cargadas sobre ménsulas y capiteles decorados con hojas de acanto. Encima se encuentra un ajimez.
Esta iglesia pertenece al gótico temprano con rasgos románicos.

### Claustro
El claustro, adosado al lado de la Epístola de la iglesia y con comunicación a la misma, tenía planta cuadrada y estaba formado en dos niveles: en el inferior había ventanas apuntadas con arcos trilobulados, apoyados en columnas de sección tetralobulada que tenían capiteles decorados con motivos vegetales muy esquemáticos, y en el piso superior se abrían ventanas de medio punto de factura posterior.